# Scopula asiatica
Scopula asiatica là một loài bướm đêm trong họ Geometridae.